# Liste de films soviétiques sortis en 1959
Cet article présente une liste de films produits en Union soviétique en 1959.

## 1959
Les titres en français sont en grande majorité des traductions et non les titres attribués par les distributeurs dans les pays francophones.
Pour le classement annuel, la liste des titres a été établie en se basant sur les répertoires des pages Wikipédia en russe documentées par Longs métrages soviétiques. Catalogue annoté complétées par les listes des sites «kino-teatr» et «kinopoisk» d'où le nombre important de films que l'on trouve dans les références.
Pour les titres où l'on manque de précisions, seule l'année est indiquée : année de réalisation, année de sortie ou les deux ?. Bien que cela puisse paraître superflu, 1959 est inscrit pour chacun de ces titres pour montrer que la vérification a été faite.
On remarque que, la plupart du temps, il n'y a pas de première pour les courts métrages ainsi que pour les dessins animés et les documentaires de courte durée.
| Titre                                                                                  | Titre original                                                  | Date de sortie                          | Réalisateur                                                                                              |
| -------------------------------------------------------------------------------------- | --------------------------------------------------------------- | --------------------------------------- | --- |
| Adam veut être un homme                                                                | ru:Адам хочет быть человеком                                    | juillet 1959 à Vilnius                  | Vytautas Žalakevičius                                                                                    |
| Aéroporté 812                                                                          | ru:Бортовой 812                                                 | 1959                                    | Rollan Petrovitch Serguienko (ru)                                                                        |
| Ali-Baba et les quarante voleurs                                                       | ru:Али-Баба и сорок разбойников (мультфильм)                    | 1959                                    | Grigori Zakharovitch Lomidze (ru)                                                                        |
| Aller plus vite que le vent                                                            | ru:Обгоняющая ветер                                             | 3 aout 1959                             | Vladimir Zakharovitch Dovgan (ru) et Aleksandr Dmitrievitch Kourotchkine (ru)                            |
| Les allumettes ne sont pas un jouet pour les enfants (court métrage)                   | ru:Спички детям не игрушка (короткометражка)                    | 1959                                    | Leonid Pavlovitch Makarytchev (ru)                                                                       |
| Alors ils sont devenus des étrangers                                                   | ru:Так они стали чужими                                         | 8 janvier 1959                          | Maria Vikentievna Baguildz                                                                               |
| L'Ami du pied-bot                                                                      | ru:Косолапый друг (1959)                                        | 20 mai 1959                             | Vladimir Soukhobokov                                                                                     |
| Amitié difficile (documentaire)                                                        | ru:В дружбе с трудом (документальный)                           | 1959                                    | Lazar Samoïlovitch Frenkel (ru)                                                                          |
| Années de feu                                                                          | ru:Пламенные годы                                               | 23 février 1959                         | Aleksandr Alekseïevitch Alekseïev (ru) et Evgueni Alekseïevitch Alekseïev (ru)                           |
| Anniversaire (dessin animé)                                                            | ru:День рождения (мультфильм)                                   | 1959                                    | Valentina Semionovna Broumberg (ru) et Zinaïda Semionovna Broumberg (ru)                                 |
| Annouchka                                                                              | ru:Аннушка (фильм, 1959)                                        | 1er aout 1959                           | Boris Barnet                                                                                             |
| L'Appel du ciel                                                                        | ru:Небо зовёт                                                   | 12 septembre 1959                       | Aleksandr Fomitch Kozyr et Mikhaïl Karioukov                                                             |
| L'Appel du théâtre                                                                     | ru:Театр зовёт (фильм, 1959)                                    | 23 septembre 1959                       | Maria Markovna Kligman (ru)                                                                              |
| Approche spéciale                                                                      | ru:Особый подход                                                | 8 aout 1959 à la télévision             | Mikhaïl Grigorievitch Grigoriev (ru)                                                                     |
| Après le bip(dessin animé)                                                             | ru:После гудка                                                  | 1959                                    | Vakhtang Davidovitch Bakhtadze (ru)                                                                      |
| À propos de mon ami                                                                    | ru:О моём друге                                                 | février 1959 à Erevan                   | Iouri Aramaïssovitch Ierzinkian (ru)                                                                     |
| L'Ataman Kodr                                                                          | ru:Атаман Кодр                                                  | 21 mars 1959 à Kichinev                 | Mikhaïl Kalik, Boris Rytsarev et Olga Petrovna Oulitskaïa (ru)                                           |
| À trois heures quinze exactement... (dessin animé)                                     | ru: Ровно в три пятнадцать...                                   | 1959                                    | Evgueni Tikhonovitch Migounov (ru) et Boris Petrovitch Diojkine (ru)                                     |
| Attention : vulgarité (court métrage documentaire)                                     | ru:Осторожно: пошлость (1959) (документальный, короткометражка) | 1er juillet 1959                        | Elem Klimov                                                                                              |
| Au pays du soleil                                                                      | ru:В солнечном краю (документальный)                            | avril 1959 à la télévision à Moscou     | Irakli Isaakovitch Kandelaki                                                                             |
| Automates dans l'espace (court métrage documentaire)                                   | ru:Автоматы в космосе (документальный, короткометражка)         | 1959                                    | Kirill Ivanovitch Dombrovski (ru)                                                                        |
| Avalanche des montagnes                                                                | ru:Лавина с гор                                                 | 22 janvier 1959                         | Vassili Jouravlev                                                                                        |
| La Ballade du soldat                                                                   | ru:Баллада о солдате                                            | 1er décembre 1959                       | Grigori Tchoukhraï                                                                                       |
| La Belle-mère                                                                          | ru:Мачеха (фильм, 1958)                                         | 22 mai 1959                             | Abib Akper Ogly Ismaïlov (ru)                                                                            |
| Brolis Bouki                                                                           | ru:Бролис Буки                                                  | 1959                                    | Chota Karoukhnichvili                                                                                    |
| Capitaine de premier rang                                                              | ru:Капитан первого ранга (фильм)                                | 23 février 1959                         | Aleksandr Mandrykine                                                                                     |
| Cent mille                                                                             | ru:Сто тысяч                                                    | 1er janvier 1959 à Kiev à la télévision | Gnat Petrovitch Ioura et Viktor Mikhaïlovitch Ivanov (ru)                                                |
| Ce sont aussi des hommes (court métrage)                                               | ru:Тоже люди                                                    | 6 juin 1959                             | Gueorgui Danielia                                                                                        |
| C'est l'heure du perce-neige de la taïga                                               | ru:Пора таёжного подснежника                                    | 15 avril 1959                           | Iaropolk Leonidovitch Lapchine (ru)                                                                      |
| C'est notre fils(court métrage)                                                        | ru:Это наш сын (короткометражка)                                | 1959                                    | Charip Issaouletovitch Beïssembaïev (ru)                                                                 |
| La Chanson de Koltsov                                                                  | ru:Песня о Кольцове                                             | 20 octobre 1959                         | Vladimir Ivanovitch Guerassimov (ru)                                                                     |
| Le Chant de la fleur introuvable (court métrage)                                       | ru:Цветок, который никто не может найти (короткометражка)       | 7 février 1959                          | Otar Iosseliani                                                                                          |
| Château d'ambre (dessin animé)                                                         | ru:Янтарный замок                                               | 1959                                    | Alexandra Snejko-Blotskaïa                                                                               |
| Le Cœur du soldat (film)                                                               | ru:Солдатское сердце (фильм)                                    | 21 février 1959                         | Sergueï Kolossov                                                                                         |
| Cœurs fidèles                                                                          | ru:Верные сердца                                                | 16 novembre 1959                        | Boris Doline                                                                                             |
| Le Compositeur Emmerich Kálmán                                                         | ru:Композитор Имре Кальман                                      | 1959                                    | Nikolaï Ossipovitch Bravko                                                                               |
| Le Comte Nouline (téléfilm)                                                            | ru:Граф Нулин (фильм-балет)                                     | 1959                                    | Vladimir Aleksandrovitch Varkovitski (ru)                                                                |
| Rumeur démentie                                                                        | ru:Исправленному верить                                         | 19 juin 1959                            | Viktor Sergueïevitch Jiline (ru)                                                                         |
| Cruauté                                                                                | ru:Жестокость (фильм, 1959)                                     | 7 aout 1959                             | Vladimir Nikolaïevitch Skouïbine (ru)                                                                    |
| Dans le silence de la steppe                                                           | ru:В степной тиши                                               | 2 aout 1959                             | Sergueï Dmitrievitch Kazakov                                                                             |
| Dans notre ville (court métrage)                                                       | ru:В нашем городе                                               | 23 juillet 1959                         | Lev Grigorievitch Dourassov (ru)                                                                         |
| Dans un port tranquille                                                                | ru:У тихой пристани                                             | 17 février 1959                         | Edouard Gaïkovitch Abalian (ru) et Tamaz Meliava                                                         |
| De quoi parle la rivière                                                               | ru:О чём шумит река                                             | 5 octobre 1959                          | Grigori Gueorguievitch Melik-Avakian (ru)                                                                |
| Le Dernier Centimètre                                                                  | ru:Последний дюйм                                               | 10 juin 1959                            | Nikita Fiodorovitch Kourikhine (ru) et Teodor Iourievitch Boulfovitch (ru)                               |
| Le Destin d'un homme                                                                   | ru:Судьба человека (фильм)                                      | 12 avril 1959                           | Sergueï Bondartchouk                                                                                     |
| Destin d'un poète                                                                      | ru:Судьба поэта                                                 | 28 septembre 1959                       | Boris Arievitch Kimiagarov                                                                               |
| Dette impayée                                                                          | ru:Неоплаченный долг                                            | 21 décembre 1959                        | Vladimir Chredel                                                                                         |
| Deux familles                                                                          | ru:Две семьи                                                    | 1er juin 1959                           | David Ermolaïevitch Kandelaki                                                                            |
| Les Deux Fiodor                                                                        | ru:Два Фёдора                                                   | 12 janvier 1959                         | Marlen Khoutsiev                                                                                         |
| Dostigaïev et autres                                                                   | ru: Достигаев и другие                                          | septembre 1959                          | Iouri Aleksandrovitch Mouzykant (ru) et Natalia Sergueïevna Rachevskaïa (ru)                             |
| Dragon du nord (Dessin animé, court métrage)                                           | ru:Северный дракон (мультфильм, короткометражка)                | 1959                                    | Elbert Azguireïevitch Touganov (ru)                                                                      |
| Echelon doré                                                                           | ru:Золотой эшелон                                               | 4 novembre 1959                         | Ilia Iakovlevitch Gourine (ru)                                                                           |
| En ce soir de fête                                                                     | ru:В этот праздничный вечер                                     | 1959                                    | Guerman Vladimirovitch Livanov et Moustafaïev Fakhri Ismaïl Ogli                                         |
| Les Enfants d'une autre                                                                | ru:Чужие дети                                                   | 12 mai 1959                             | Tenguiz Abouladzé                                                                                        |
| En rangs serrés                                                                        | ru:В едином строю                                               | 8 octobre 1959                          | Efim Dzigan et Siou Veï Gan                                                                              |
| En vol libre                                                                           | ru:В свободном полёте (фильм, 1959)                             | 29 octobre 1959                         | Mikhaïl Stepanovitch Karostine                                                                           |
| L'Eté dernier                                                                          | ru:Прошедшее лето                                               | 1959                                    | Ninel (Nelli) Todorovna Nenova-Tsoulaïa et Gueno Iassonovitch Tchoulaïa (ru)                             |
| Les Etoiles de mai                                                                     | ru:Майские звёзды                                               | 5 mai 1959                              | Stanislav Rostotski                                                                                      |
| Eugène Onéguine                                                                        | ru:Евгений Онегин (фильм, 1958)                                 | 8 mars 1959                             | Roman Tikhomirov                                                                                         |
| L'Exploit de Leningrad                                                                 | ru:Подвиг Ленинграда                                            | 1er janvier 1959                        | Valer Mikhaïlovitch Solovtsov (ru) et Efim Ioulievitch Outchitel (ru)                                    |
| L'Extraordinaire voyage de Michka Strekatchiov                                         | ru:Необыкновенное путешествие Мишки Стрекачёва                  | 27 aout 1959                            | Ilia Frez                                                                                                |
| Fasciné par toi                                                                        | ru:Очарован тобой (фильм, 1958)                                 | 14 février 1959                         | Yoʻldosh Aʼzamov                                                                                         |
| Fatali-Khan                                                                            | ru:Фатали-хан (фильм)                                           | 1er mai 1959                            | Efim Dzigan                                                                                              |
| Fatima                                                                                 | ru:Фатима (фильм, 1958)                                         | 31 mars 1959                            | Semion Vissarionovitch Dolidze (ru) et Vladimir Egorovitch Valiev (ru)                                   |
| La fille cherche son père                                                              | ru:Девочка ищет отца                                            | 19 mai 1959                             | Lev Goloub                                                                                               |
| Fille du Théâtre Maly                                                                  | ru:Дочь Малого театра (1958)                                    | 1er avril 1959                          | Aleksandr Efimovitch Razoumny                                                                            |
| Filles de Russie (documentaire)                                                        | ru:Дочери России                                                | 1959                                    | Iefim Ioulievitch Outchitel (ru) et Gleb Nikolaïevitch Trofimov (ru)                                     |
| La Fin de Tchirvy-Kozyria                                                              | ru :Конец Чирвы-Козыря                                          | 18 février 1959                         | Vassili Ignatievitch Lapoknych (ru)                                                                      |
| La Flèche bleue                                                                        | ru:Голубая стрела (фильм)                                       | 26 janvier 1959                         | Leonid Samoïlovitch Estrine (ru)                                                                         |
| Fleur dans la neige                                                                    | ru:Цветок на снегу                                              | 26 octobre 1959 à Tbilissi              | Chota Ilitch Managadze (ru)                                                                              |
| Les Gens sombres                                                                       | ru:Темные люди (фильм, 1959)                                    | 13 avril 1959                           | V. Andronov                                                                                              |
| La Grande Montagne                                                                     | ru:Большая гора                                                 | 1959                                    | Emil Loteanu                                                                                             |
| La Grande pendaison de crémaillère                                                     | ru: Пора большого новоселья (документальный)                    | 1959                                    | Boris Roudolfovitch Nebylitski (ru)                                                                      |
| L'Histoire de Vlas, paresseux et paresseux (marionnettes)                              | ru:История Власа — лентяя и лоботряса (мультфильм)              | 1959                                    | Grigori Zakharovitch Lomidze (ru)                                                                        |
| L'Histoire du fusilier letton                                                          | ru:Повесть о латышском стрелке                                  | 3 septembre 1959                        | Pāvels Armands                                                                                           |
| L'Homme de la planète Terre                                                            | ru:Человек с планеты Земля                                      | 14 novembre 1959                        | Boris Alekseïevitch Bouneïev (ru)                                                                        |
| L'horloge s'est arrêtée à minuit                                                       | ru:Часы остановились в полночь                                  | 27 février 1959                         | Nikolaï Nikolaïevitch Figourovski (ru)                                                                   |
| Il n'y aura pas de départ aujourd'hui...                                               | ru:Сегодня увольнения не будет…                                 | 9 mai 1959                              | Andreï Tarkovski                                                                                         |
| Il va bientôt pleuvoir (dessin animé)                                                  | ru:Скоро будет дождь                                            | 1959                                    | Vladimir Polkovnikov                                                                                     |
| Ilze                                                                                   | ru:Илзе (фильм)                                                 | 1er septembre 1959 à Riga               | Rolands Kalniņš                                                                                          |
| Inflexible                                                                             | ru:Неподдающиеся                                                | 20 juin 1959                            | Iouri Tchoulioukine                                                                                      |
| L'Invité de la nuit                                                                    | ru:Ночной гость (фильм, 1958)                                   | 21 septembre 1959                       | Vladimir Chredel                                                                                         |
| Invités indésirables                                                                   | ru:Незваные гости (фильм, 1959)                                 | 28 septembre 1959                       | Igor Ivanovitch Eltsov (ru)                                                                              |
| Ivan Brovkine dans les terres vierges                                                  | ru:Иван Бровкин на целине                                       | 23 janvier 1959                         | Ivan Vladimirovitch Loukinski (ru)                                                                       |
| Je n'ai pas 100 roubles...                                                             | ru:Не имей 100 рублей…                                          | 22 juin 1959                            | Guennadi Kazanski                                                                                        |
| J'étais un satellite du soleil                                                         | ru:Я был спутником Солнца                                       | 5 mai 1969                              | Viktor Viktorovitch Morguenchtern (ru)                                                                   |
| Je t'écris                                                                             | ru:Я вам пишу... (1959)                                         | 1er décembre 1959                       | Mikhaïl Markovitch Izraïlev (ru)                                                                         |
| Les Jeunes Années                                                                      | ru:Годы молодые (фильм, 1959)                                   | 9 mars 1959                             | Alekseï Aleksandrovitch Michourine (ru)                                                                  |
| La Khovanchtchina                                                                      | ru:Хованщина (фильм-опера)                                      | 14 novembre 1959                        | Vera Stroeva                                                                                             |
| Kiévien, 2e épisode                                                                    | ru:Киевлянка (1958)                                             | 19 janvier 1959                         | Timofeï Vassilievitch Lebtchouk (ru)                                                                     |
| La Légende du testament du Maure (dessin animé)                                        | ru:Легенда о Завещании мавра                                    | 1959                                    | Vera Vseslavovna Tsekhanovskaïa et Mikhaïl Tsekhanovski                                                  |
| Leïli et Medjnoun                                                                      | ru:Лейли и Меджнун (фильм-балет)                                | novembre 1959 à Douchanbé               | Tatiana Borissovna Berezantseva (ru) et Gafar Roustamovitch Valamat-Zade (ru)                            |
| Lève-toi dans nos rangs ! (court métrage, documentaire)                                | ru:Вставай в наш строй! (документальный, короткометражка)       | 1959                                    | Gleb Panfilov                                                                                            |
| Libéral (court métrage)                                                                | ru:Либерал (короткометражка)                                    | 1er janvier 1959                        | Mikhaïl Ivanovitch Erchov (ru)                                                                           |
| Lileïa                                                                                 | ru:Лилея (1959)                                                 | janvier 1959 à Kiev                     | Vassili Ignatievitch Lapoknych (ru), Nikolaï Pavlovitch Toptchi (ru) et Vakhtang Ivanovitch Vronski (ru) |
| Loin dans les montagnes                                                                | ru:Далеко в горах                                               | 24 aout 1959                            | Aleksandr Iakovlevitch Karpov (ru)                                                                       |
| Lumière dans les montagnes                                                             | ru:Огонёк в горах (фильм, 1958)                                 | 9 février 1959                          | Boris Markovitch Dolinov                                                                                 |
| Maïakovski a commencé ainsi...                                                         | ru:Маяковский начинался так…                                    | 24 aout 1959                            | Konstantine Konstantinovitch Pipinachvili (ru)                                                           |
| La Maison d'en face                                                                    | ru:Дом напротив                                                 | 22 septembre 1959                       | Aïan Gassanovna Chakhmalieva (ru)                                                                        |
| La Maison du père                                                                      | ru:Отчий дом                                                    | 25 avril 1959                           | Lev Koulidjanov                                                                                          |
| Maman                                                                                  | ru:Муму (фильм, 1959)                                           | 10 novembre 1959                        | Evgueni Efimovitch Teterine (ru) et Anatoli Alekseïevitch Bobrovski (ru)                                 |
| Mamelouk                                                                               | ru:Мамлюк (фильм)                                               | 3 novembre 1959                         | David Evguenievitch Rondeli (ru), Viktor Tchankvetadze, I. Tarkhnichvili                                 |
| Mélodies du Brésil                                                                     | ru:Мелодии Бразилии (1958)                                      | 26 février 1959                         | Fakhri Ismaïl ogly Moustafaïev                                                                           |
| Mystère de N.F.I.                                                                      | ru:Загадка Н.Ф.И.                                               | 1er décembre 1959                       | Mikhaïl Grigorievitch Chapiro (ru)                                                                       |
| Naouris                                                                                | ru:Наурис (фильм, 1957)                                         | 6 janvier 1959                          | Leonid Ianovitch Leïmanis (ru)                                                                           |
| Natalia Oujveï                                                                         | ru:Наталья Ужвий (документальный)                               | 27 aout 1959 à la télévision            | Sergueï Paradjanov                                                                                       |
| Nina                                                                                   | ru:Нино (фильм, 1959)                                           | 9 mai 1959                              | Leonard Dmitrievitch Essakia (ru)                                                                        |
| Notre correspondant                                                                    | ru:Наш корреспондент                                            | 2 février 1959                          | Anatoli Mikhaïlovitch Granik (ru)                                                                        |
| Nous sommes de Semiretchie                                                             | ru:Мы из Семиречья                                              | 21 septembre 1959                       | Soultan-Akhmet Khodjaïevitch Khodjikov (ru) et Alekseï Iakovlevitch Otchkine (ru)                        |
| N.S. Khrouchtchev en Amérique (documentaire)                                           | ru:Н.С. Хрущев в Америкe (Документальный)                       | 1959                                    | ? |
| Le Nuage amoureux (marionnettes)                                                       | ru:Влюблённое облако                                            | 1959                                    | Roman Katchanov et Anatoli Gueorguievitch Karanovitch (ru)                                               |
| Nu au violon (théâtre filmé)                                                           | ru:Обнаженная со скрипкой (фильм, 1959)                         | 1959                                    | Viktor Mikhaïlovitch Ryjkov et Valentin Ploutchek                                                        |
| Nuit magique                                                                           | ru:Волшебная ночь (короткометражка)                             | 13 mai 1959                             | Igor Novakov                                                                                             |
| Les ombres rampent                                                                     | ru:Тени ползут                                                  | 22 avril 1959                           | Ismaïl Makhmoudogly Efendiev (ru) 1959                                                                   |
| Orage sur les champs                                                                   | ru:Гроза над полями                                             | 17 janvier 1959                         | Nikolaï Krassi et Iouri Lyssenko                                                                         |
| Pairs                                                                                  | ru:Сверстницы                                                   | 16 mai 1959                             | Vassili Sergueïevitch Ordynski (ru)                                                                      |
| Papa ou maman?                                                                         | ru:Папа или мама?                                               | 2 avril 1959                            | Iouri Vassilievitch Golovine                                                                             |
| Pères et fils                                                                          | ru:Отцы и дети (фильм, 1958)                                    | 4 mai 1959                              | Natalia Sergueïevna Rachevskaïa (ru) et Adolf Solomonovitch Bergounker (ru)                              |
| Peut-il être pardonné ?                                                                | ru:Можно ли его простить?                                       | 27 décembre 1959                        | Rza Tahmasib                                                                                             |
| La Pie voleuse                                                                         | ru:Сорока-воровка (фильм, 1958)                                 | 7 avril 1959                            | Naoum Mikhaïlovitch Trakhtenberg (ru)                                                                    |
| Pont en feu                                                                            | ru:Огненный мост                                                | 28 octobre 1959                         | Grigori Timofeïevitch Krikoun (ru) et Mikhaïl Fiodorovitch Romanov (ru)                                  |
| Premier Examen                                                                         | ru:Первый экзамен                                               | 6 juillet 1959                          | Khangueldy Agakhanovitch Agakhanov (ru) et Pavel Syrov                                                   |
| Le Premier Gars                                                                        | ru:Первый парень (фильм, 1958)                                  | 25 juillet 1959                         | Sergueï Paradjanov                                                                                       |
| Le Premier Jour du Monde                                                               | ru:Первый день мира                                             | 1er aout 1959                           | Iakov Aleksandrovitch Seguel (ru)                                                                        |
| Quand commence la jeunesse                                                             | ru:Когда начинается юность                                      | 14 juillet 1959                         | Anatoli Alekseïevitch Slessarenko (ru)                                                                   |
| Querelle                                                                               | ru:Вражда (фильм, 1959)                                         | 1959                                    | Arkadi Nikolaïevitch Khintibidze                                                                         |
| Querelle à Loukachi                                                                    | ru:Ссора в Лукашах                                              | 19 décembre 1959                        | Maksim Abramovitch Rouf (uk)                                                                             |
| Les Renards bleus de Petia Siniavine (court métrage)                                   | ru:Голубые песцы Пети Синявина (короткометражка)                | 24 décembre 1959                        | Gleb Ivanovitch Nifontov (ru)                                                                            |
| Retour sur terre                                                                       | ru:Возвращение на землю                                         | 1959                                    | Majit Sapargalyuly Begalin (kk)                                                                          |
| Le Roi de carreau                                                                      | ru:Король бубён                                                 | février 1959                            | Boris Rafaïlovitch Epchteïn                                                                              |
| Route de printemps (dessin animé, court métrage)                                       | ru:Дорога весны                                                 | 1959                                    | Dmitri Naoumovitch Babitchenko (ru), Lev Atamanov et Ivan Ivanov-Vano                                    |
| Sachko                                                                                 | ru:Сашко (фильм)                                                | 24 mars 1959                            | Evgueni Vassilievitch Briountchouguine (ru)                                                              |
| Sa génération                                                                          | ru:Его поколение                                                | 7 décembre 1959                         | Igor Iourievitch Bjeski et Karl Alfredovitch Gakkel (ru)                                                 |
| Sampo                                                                                  | ru:Сампо (фильм)                                                | 24 aout 1959                            | Alexandre Ptouchko                                                                                       |
| Le satellite parle (documentaire)                                                      | ru:Говорит спутник (документальный)                             | 1959                                    | Veniamine Dorman, Sergueï Guerassimov et Genrikh Oganessian                                              |
| Le Secret de l'NSE (documentaire)                                                      | ru:Секрет НСЕ (Документальный)                                  | 1959                                    | Semion Lipovitch Raïtbourt (ru)                                                                          |
| Secret militaire                                                                       | ru:Военная тайна (фильм)                                        | 18 mai 1959                             | Metchislava Maïevskaïa                                                                                   |
| Sergents                                                                               | ru:Сержанты (фильм)                                             | janvier 1959                            | Pavel Aleksandrovitch Solouianov                                                                         |
| Si les pierres parlaient...                                                            | ru:«Если бы камни говорили…»                                    | 11 mai 1959                             | Iouri Semionovitch Lysenko (ru)                                                                          |
| Si tu aimes... ou Si tu veux                                                           | ru:Если любишь...                                               | 23 décembre 1959                        | Valentine Parkhomenko                                                                                    |
| Le soldat est rentré chez lui (marionnettes)                                           | ru:Вернулся служивый домой                                      | 7 février 1959                          | Vladimir Dmitrievitch Degtiariov (ru)                                                                    |
| Les soldats arrivaient                                                                 | ru:Шли солдаты…                                                 | 23 février 1959                         | Leonid Trauberg                                                                                          |
| Le soleil brille pour tout le monde                                                    | ru:Солнце светит всем                                           | 19 octobre 1959                         | Konstantine Naoumovitch Voïnov (ru)                                                                      |
| Sombre matin                                                                           | ru:Хмурое утро (1959)                                           | 26 avril 1959                           | Grigori Rochal et Meri Ivlianovna Andjaparidze (ru)                                                      |
| Sombrero                                                                               | ru:Сомбреро (фильм, 1959)                                       | 28 avril 1959                           | Tamara Nikolaïevna Lissitsian                                                                            |
| Son fantasme                                                                           | ru:Ее фантазия                                                  | 6 aout 1959                             | Stepan Agabekovitch Kevorkov (ru)                                                                        |
| Son grand coeur                                                                        | ru:Её большое сердце                                            | 11 juillet 1959                         | Youli Karassik et Ajdar Ibrahimov                                                                        |
| La Sorcière                                                                            | ru:Ведьма (фильм, 1958)                                         | 14 février 1959                         | Aleksandr Abramovitch Abramov (ru)                                                                       |
| Sous le bruit des roues                                                                | ru:Под стук колёс                                               | 7 avril 1959                            | Mikhaïl Ivanovitch Erchov (ru)                                                                           |
| Sur des rivages lointains                                                              | ru:На дальних берегах                                           | 21 septembre 1959                       | Tofik Mekhdikoulou ogly Taguizade                                                                        |
| Sur la rive sauvage de l'Irtych                                                        | ru:На диком бреге Иртыша                                        | 20 octobre 1959                         | Efim Efimovitch Aron (ru)                                                                                |
| Sur les routes de la guerre                                                            | ru:На дорогах войны                                             | 5 janvier 1959                          | Leon Nikolaïevitch Saakov (ru)                                                                           |
| Sursalé                                                                                | ru:Пересолил (мультфильм)                                       | 1959                                    | Vladimir Dmitrievitch Degtiariov (ru)                                                                    |
| Tbilissi 1500 ans (documentaire)                                                       | ru:Тбилиси 1500 лет                                             | 1959                                    | Lana Gogoberidze                                                                                         |
| Thomas Gordeïev                                                                        | ru:Фома Гордеев (фильм)                                         | 14 novembre 1959                        | Marc Donskoï                                                                                             |
| La Tourmente                                                                           | ru:Фуртуна (фильм, 1959)                                        | 26 novembre 1959                        | Iouri Ozerov et Kristaq Dhamo                                                                            |
| Tournage                                                                               | ru:На повороте (фильм)                                          | juin 1959                               | Aleksandr Mandrykine (ru)                                                                                |
| Trace extraterrestre                                                                   | ru:Чужой след                                                   | 1959                                    | Jiraïr Grigorievitch Avetissian                                                                          |
| Les traces de pas sur les pierres se sont effacées                                     | ru:Следы стираются с камней                                     | 1959                                    | Velio Karlovitch Kiasper (ru)et Andreï Khrjanovski                                                       |
| Trappeurs                                                                              | ru:Звероловы (1958)                                             | 9 juin 1959                             | Gleb Ivanovitch Nifontov (ru)                                                                            |
| Trois histoires de Tchekhov (trois courts métrages : voir Aniouta, Vanka et Vengeance) | ru:Три рассказа Чехова                                          | 1959 ou 1960                            | Edouard Nikandrovitch Botcharov (ru), Meri Ivlianovna Andjaparidze (ru) et Irina Poplavskaïa             |
| Un conte contemporain                                                                  | ru:Повесть наших дней                                           | 8 septembre 1959                        | Oleksiy Semenovytch Maslioukov (uk)                                                                      |
| Un étranger dans le village                                                            | ru:Чужая в посёлке                                              | 3 juillet 1959                          | Ada Neretnietse                                                                                          |
| Un solide caractère                                                                    | ru:Твёрдый характер                                             | 1959                                    | Boris Abramovitch Altchouler (ru)                                                                        |
| Une chanson est née                                                                    | ru:Так рождается песня                                          | 7 janvier 1959                          | Mikaïl Ioussoufovitch Mikaïlov et Rza Tahmasib                                                           |
| Une femme stricte                                                                      | ru:Строгая женщина (1959)                                       | juin 1959 à Minsk                       | Iossif Abramovitch Choulman (ru)                                                                         |
| Une femme vit dans le monde (théâtre filmé)                                            | ru:Живет на свете женщина (фильм-спектакль)                     | 1959                                    | David Issaakovitch Karassik (ru)                                                                         |
| Une grande victoire pour l'Humanité (documentaire)                                     | ru:Великая победа человечества (Документальный)                 | 1959                                    | K. Dombrovski et N. Solovieva                                                                            |
| Une ville à l'aube                                                                     | ru:Город на заре                                                | 10 mars 1959                            | Elena Anatolievna Skatchko et Evgueni Roubenovitch Simonov (ru)                                          |
| Vania                                                                                  | ru:Ваня (фильм, 1958)                                           | 2 juin 1959                             | Anatoli Alekseïevitch Doudorov (ru) et Arkadi Issakovitch (Aron) Choulman                                |
| Vassili Sourikov                                                                       | ru:Василий Суриков (фильм)                                      | 10 novembre 1959                        | Anatoli Rybakov (réalisateur)                                                                            |
| La Veille                                                                              | ru:Накануне (фильм, 1959)                                       | 21 décembre 1959 en Bulgarie            | Vladimir Petrov                                                                                          |
| Le Vent                                                                                | ru:Ветер (фильм, 1959)                                          | 16 mars 1959                            | Alexandre Alov et Vladimir Naoumov                                                                       |
| Verkhovina, ma mère                                                                    | ru:Верховино, мати моя (фильм, 1959)                            | 1959                                    | Abram Aronovitch Naroditski (ru)                                                                         |
| La vie est entre tes mains                                                             | ru :В твоих руках жизнь                                         | 23 mai 1959                             | Nikolaï Vassilievitch Rozantsev (ru)                                                                     |
| La vie est passée                                                                      | ru:Жизнь прошла мимо                                            | 14 avril 1959                           | Vladimir Bassov                                                                                          |
| Voix lactée                                                                            | ru:Млечный путь (1959)                                          | 1959                                    | Isaak Petrovitch Chmarouk (ru)                                                                           |
| Voix de l'espace (documentaire, 1959)                                                  | ru:Голос из космос (документальный, 1959)                       | 1959                                    | Gueorgui Tsvetkov (réalisateur)                                                                          |
| Voleurs de peinture (dessin animé)                                                     | ru:Похитители красок                                            | 1959                                    | Lev Atamanov                                                                                             |
| Le Voyage du nouvel an (dessin animé)                                                  | ru:Новогоднее путешествие                                       | 1959                                    | Piotr Nikolaïevitch Nossov (ru)                                                                          |
| 01-99 (1959) (court métrage)                                                           | ru:01-99 (1959)                                                 | 26 septembre 1959                       | Amasi Martirosyan (hy)                                                                                   |